# Magnus Petersson
Magnus Petersson (Gotemburgo, 17 de junho de 1975) é um arqueiro sueco, medalhista olímpico.

## Carreira
Magnus Petersson representou seu país nos Jogos Olímpicos em 1996 e 2008, ganhando a medalha de prata em 1996. 